# Chikkarehalli, Arsikere
Chikkarehalli là một làng thuộc tehsil Arsikere, huyện Hassan, bang Karnataka, Ấn Độ.